# 大西京子
大西 京子（おおにし きょうこ、1924年7月10日 - 1989年12月5日）は日本のパズル作家。覆面算の問題を多く作った。

## 略歴
1924年、京城で生まれる。名前の「京」は京城に由来している。幼少期から学生時代を奉天市で過ごし、高校卒業後に洋裁の専門学校に入学する。1946年、日本に戻る。
1970年代に「パズル数学入門」（藤村幸三郎・田村三郎共著）を読んで自作の覆面算を送ったことから田村と知り合い、田村の紹介で複数のパズル団体に入会する。
作品の発表場所と愛好家たちとの交流を得て大西は多くの作品を発表する。愛好家の中でも丸尾学との交流はかなり大西に影響を与えたとされる。
1989年、肝臓癌で死去。没後に作品集『京子のパズル』が出版されている。

## 作品
大西の作品の多くは覆面算である。他に裁ち合わせや文字陣（星陣の変形。線の端や交点に数字を入れて線上の数字の和が同じになるようにする問題）も多く作っている。少数ながら虫食い算やカックロの作例もある。
作品の多くは所属していた「数芸パズル愛好会」と「関西ぱずる会」の会報に掲載された。また、詰将棋パラダイス誌やパズル通信ニコリ誌の虫食算のコーナーでも問題を発表した。会報に掲載された問題の中には他の会員によって他の媒体で紹介された問題もある。

### 主な作品
大西の作品として、以下のようなものが知られている。
7と12
加算部に "seven" が入り、和が "twelve" × n という形になっている数詞覆面算。手違いでアメリカの雑誌に紹介されてしまった。
デパート点描
デパートの各売り場をテーマにしたシリーズ。女性ならではの観点で作られた作品である。
四季の色
春・夏・秋・冬の各季節を「色」という言葉で表現した問題。
都道府県の木・花・鳥
都道府県名と木・花・鳥の名前を入れた問題。「鬱金香（チューリップ）」「鳰（カイツブリ）」のように、使用文字を減らすための苦労が見られる。
姫小町
2桁×2桁 の虫食い算。□に0から9の数が1つずつ入る。

## その他
- 脚本家のジェームス三木は大西の甥である。彼は、「一族には文章に長けた者は多いが数学は苦手な人が多いのでなぜ彼女が覆面算に興味を持ったかわからない」と語っている[3]。